# اللجنة السياسية للتحرير الوطني
كانت اللجنة السياسية للتحرير الوطني ((باليونانية: Πολιτική Επιτροπή Εθνικής Απελευθέρωσης)‏, Politiki Epitropi Ethikis Apeleftherosis، PEEA)، والتي تعرف باسم «حكومة الجبال» (باليونانية: Κυβέρνηση του Βουνού)‏ عبارة عن حكومة هيمن عليها الحزب الشيوعي والتي أُنشئت في اليونان في 1944 وذلك لغرض معارضة كل من الحكومة الألمانية التي يسيطر عليها الحزب الاشتراكي في أثينا والحكومة الملكية الموجودة بالمنفى في القاهرة. وقد تم دمجها مع حكومة المنفى اليونانية في حكومة الوحدة الوطنية بمؤتمر لبنان في مايو 1944.

## النشأة
تأسست اللجنة السياسية للتحرير الوطني في مارس 1944 بواسطة جبهة التحرير الوطنية (EAM) اليسارية وحركة جيش التحرير الشعبي اليوناني (ELAS)، والتي كانت حينها تسيطر على جزء كبير من البلاد. وكانت أهدافها، وفقًا لميثاق تأسيسها، «لتعزيز الكفاح ضد الغزاة ... لضمان تحرير وطني كامل، وذلك لتوطيد الاستقلال والنزاهة في بلادنا (...) وللقضاء على الفاشية المحلية وتكونات الطغاة المسلحين».
لقد تم دعم سلطة اللجنة السياسية للتحرير الوطني (PEEA) بشكل كبير بعد نشأة المجلس الوطني (باليونانية: Εθνικό Συμβούλιο)‏ في 1944. وكان المجلس الوطني عبارة عن جمعية منتخبة من خلال انتخابات سرية قامت اللجنة السياسية للتحرير الوطني بتنظيمها في أواخر شهر أبريل من 1944 في كل من الأجزاء المتحررة من اليونان والمدن التي لا تزال تحت الاحتلال، وخصوصًا أثينا. وقام حوالي مليون شخص بالمشاركة في هذه الانتخابات، وذلك يعد أمرًا هامًا حيث أنها كانت المرة الأولى في اليونان للسماح للنساء بحق الاقتراع. وفي البداية انتشر المجلس في كوريتشادز، وهي قرية جبلية في إفريتانيا، من 14 إلى 27 مايو 1944. وكان قانونها الأساسي صادرًا عن الاقتراع، وينقل منه هذا الاقتباس:
| اللجنة السياسية للتحرير الوطني | “General clauses The National Council, composed of representatives of the whole of the Greek people, who converged to declare its inexpugnable will to fight to the bitter end for the liberation of the country, the destruction of fascism and the restoration of its national unity and popular sovereignty, willing to determine the way all authorities are exercised in free Greece, votes: - Article 1: It ratifies the charter establishing Political Committee of National Liberation of March 10, 1944. - Article 2: All powers derive from the people and are exercised by the people. Self-administration and popular judicature are fundamental institutions of the public life of the Greeks. - Article 3: The National Council is the supreme instrument of popular sovereignty. The PEEA possesses all powers determined in this decree. - Article 4: The People's liberties are sacred and inviolable. The struggling nation will protect them from any threats no matter where they are coming from. - Article 5: All Greeks, men and women, have equal political and civil rights. - Article 6: Employment is a fundamental social function and generates rights for the enjoyment of life’s goods. - Article 7: The People's language is the formal language for all manifestations of public life and for all educational grades.” | اللجنة السياسية للتحرير الوطني |

وكان أول رئيس للجنة السياسية للتحرير الوطني هو إيفريبيديز باكيرتزيس، وهو الزعيم السابق لحركة التحرير الوطني والاجتماعي (EKKA). وفي 18 أبريل، تولى آليكساندروز سولوز، وهو عالم بارز في القانون الدستوري بجامعة أثينا، وأصبح باكيرتزيس نائبًا للرئيس. وبالإضافة إلى اشتراك القادة الشيوعيين في اللجنة السياسية للتحرير الوطني، قام أيضًا العديد من البرجوازيين التقدميين، الذين ليس لهم علاقة بالأفكار الشيوعية، بالاشتراك بها.
لم تقم حركة جيش التحرير الشعبي اليوناني (ELAS) فقط بمقاومة قوات الاحتلال الألماني والإيطالي، ولكنها أيضًا قامت بإعادة تنظيم الحياة في اليونان الحرة، وهي المناطق الجبلية (أي الجزء الأكبر من اليونان) التي سيطرت عليها. وساعدت جبهة التحرير الوطنية (EAM)، بالتنسيق والتنظيم مع اللجنة السياسية للتحرير الوطني (PEEA)، الأشخاص المحليين في تنظيم المدارس واستضافة اللاجئين من المدن الكبيرة وحماية المحاصيل من عمليات النهب الألمانية. قام الممثلون والموسيقيون الهواة بإنشاء المسارح والفرق المتنقلة، وهو أمر لم تشهده أو تسمع عنه معظم المجتمعات الريفية من قبل. وكان أحد الإنجازات الأخرى لحركة جيش التحرير الشعبي اليوناني (ELAS) هو تعزيز حقوق النساء (وذلك نظرًا بشكل جزئي للأفكار التقدمية ونقص عدد الرجال). فلقد أتيحت الفرصة للفتيات الصغار، واللاتي إلى الآن يعملن بالمنزل أو الحقول، للتعليم والتعبير عن أنفسهن. كما نتج أيضًا قطاع مرتجل للاتصالات السلكية واللاسلكية إما من خلال خطوط الهاتف أو بواسطة الرسل وأنظمة إعادة توزيع موارد الطعام، حتى لا تتعرض أية قرية للمجاعة.

## حكومة الجبل
| المكتب                               | صاحب المنصب          |  | الحزب                    | التواريخ                      |
| ------------------------------------ | -------------------- |  | ------------------------ | ----------------------------- |
| رئيس وزراء اليونان                   | أليكساندر سولوس      |  | الحزب الاشتراكي اليوناني | 10 أبريل - 9 أكتوبر 1944      |
| نائب رئيس الوزراء ووكيل وزارة الغذاء | إيفريبيديز باكيرتزيس |  | الحزب الشيوعي اليوناني   | 10 أبريل - 9 أكتوبر 1944      |
| وكيل وزارة العدل                     | إلياز تسيريموكوس     |  | الحزب الاشتراكي اليوناني | 10 أبريل 1944 - 9 أكتوبر 1944 |
| وكيل وزارة الداخلية                  | جورجيس سيانتوس       |  | الحزب الشيوعي اليوناني   | 10 أبريل 1944 - 9 أكتوبر 1944 |
| وكيل وزارة الشؤون العسكرية           | مانوليز مانتاكاس     |  | مستقل                    | 10 أبريل - 9 أكتوبر 1944      |
| وكيل وزارة النقل                     | نيكولاس أسكوتسيز     |  | الحزب الشيوعي اليوناني   | 10 أبريل - 9 أكتوبر 1944      |
| وكيل وزارة المالية                   | آنجيلو أنجيلوبولوس   |  | مستقل                    | 10 أبريل - 9 أكتوبر 1944      |
| وكيل وزارة الشؤون الاجتماعية         | بيتروس كوكاليس       |  | مستقل                    | 10 أبريل - 9 أكتوبر 1944      |
| وكيل وزارة الزراعة                   | كوستاس جافريليديس    |  | الحزب الزراعي اليوناني   | 10 أبريل - 9 أكتوبر 1944      |
| وكيل وزارة الاقتصاد الوطني           | ستاماتيس هاتزيبيز    |  | مستقل                    | 10 أبريل - 9 أكتوبر 1944      |

‌